# Debora Baron
Debora Baron, także Dewora Baron (ur. 4 grudnia 1887 w Uździe, zm. 20 sierpnia 1956 w Tel Awiwie) – żydowska pisarka.

## Życiorys

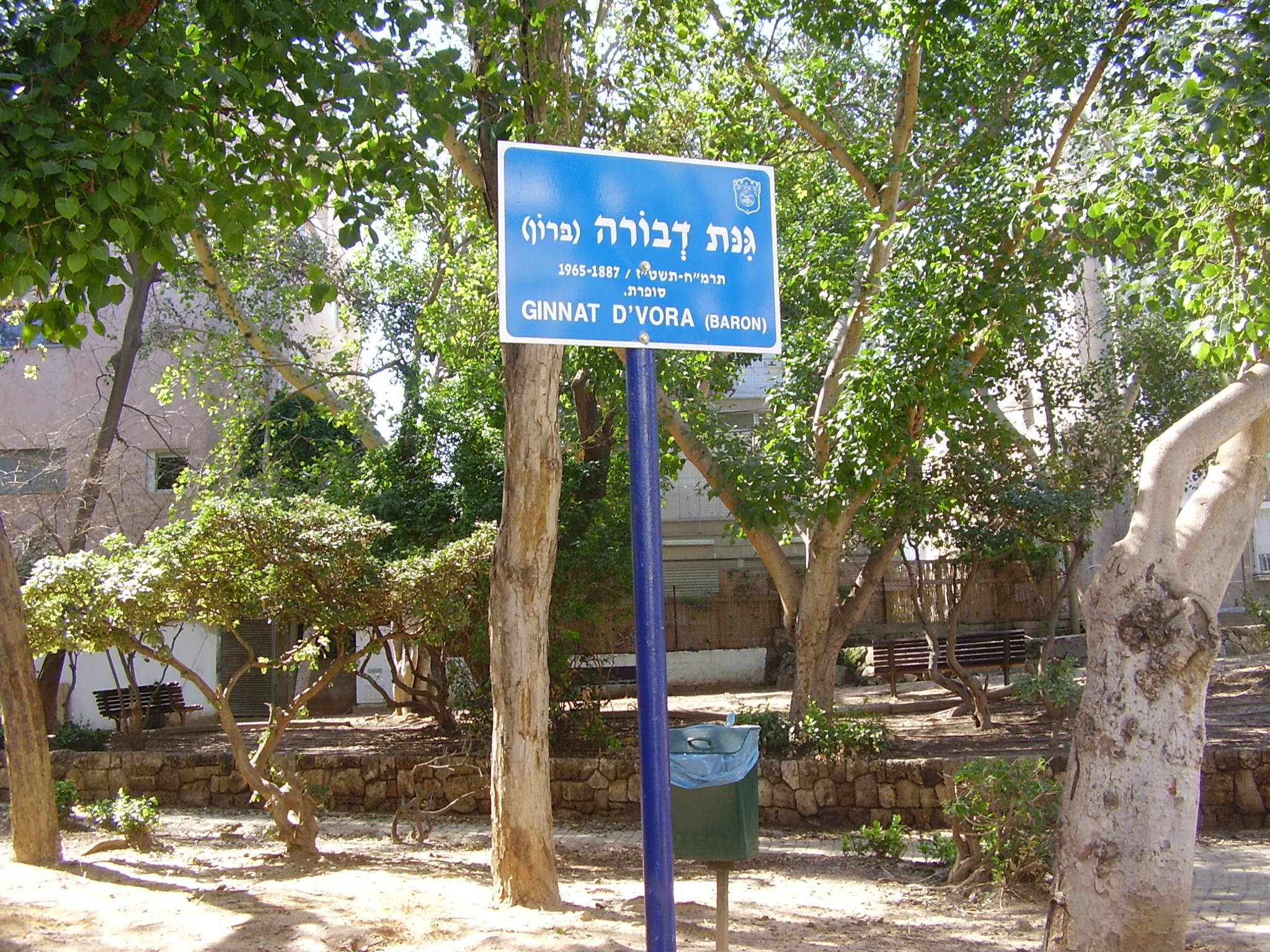
Park imienia Baron w Tel Awiwie

Urodziła się 4 grudnia 1887 roku w Uździe, w rodzinie rabina. W chederze ojca otrzymała tradycyjne wykształcenie zwykle dostępne tylko chłopcom. Zadebiutowała w 1905 roku opowiadaniami na łamach „Ha-Melic”, wywołując zaskoczenie w środowisku literackim: podejrzewano, że prawdziwym autorem jest dorosły mężczyzna. Wyjechała do brata, by uczęszczać do świeckiej szkoły, rozwijając się w Mińsku i w Kownie, gdzie została przyjęta do hebrajskich i jidyszowych kręgów literackich. Do 1910 roku miała już ugruntowaną pozycję literacką; opublikowała 44 opowiadania, z czego dziewięć w jidysz. Częstym tematem jej wczesnej twórczości był obraz sztetlu z punktu widzenia kobiety cierpiącej w patriarchalnym społeczeństwie.
Jedna z nielicznych kobiet, której prace przeszły do kanonu literatury hebrajskiej powstałej przed powstaniem państwa Izrael.
W 1910 roku wyjechała do Palestyny, gdzie osiadła w Newe Cedek i zajęła się redakcją części literackiej tygodnika „Ha-Poel ha-Cair”. W tym czasie porzuciła jidysz. Rok później wyszła za mąż za redaktora naczelnego gazety Josefa Aharonowicza; para miała jedną córkę. Podczas I wojny światowej rodzina została deportowana do Aleksandrii.
Od 1922 roku Baron skupiła się całkowicie na pracy literackiej, wybierając pracę w odosobnieniu. Do połowy lat 50. stworzyła najważniejsze dzieła w swoim dorobku oraz umocniła swą pozycję w historii współczesnej literatury hebrajskiej. Została pierwszą laureatką Nagrody Bialika (1933), otrzymała także Nagrodę Brennera. Jej proza charakteryzowała się wrażliwością na krzywdę słabszych i uciskanych, w szczególności zwracając uwagę na losy kobiet. Mocne emocje i gniew z wczesnych opowiadań zastąpiły w dojrzałej twórczości aluzje i niedopowiedzenia. Jaakow Fichman stwierdził, iż Baron „osiągnęła w prozie swej iście poetycką melodyjność i przejrzystość”. Na jej dorobek składa się 80 opowiadań i jedna nowela, a także przekłady literackie na hebrajski, m.in. Pani Bovary Gustave’a Flauberta, czy dzieła Antona Czechowa i Jacka Londona.
Zmarła 20 sierpnia 1956 roku w Tel Awiwie.